# Fuego (canción de Juanes)
«Fuego» es una canción del cantante y compositor colombiano Juanes, lanzada como el primer sencillo de su séptimo álbum de estudio Mis planes son amarte. La canción fue escrita por él mismo y producida por Kacho López Mari que también colaboró con su vídeo musical. Recibió muy buenas críticas y obtuvo el primer lugar en varias listas musicales de países latinos, principalmente en Colombia.

## Lista de canciones
- 'Fuego'- 2:46[4]

## Posicionamiento en listas
| Lista                                            | Mejor posición |
| ------------------------------------------------ | -------------- |
| América Latina (América Latina Top 100 Digital)  | 38             |
| Estados Unidos (Billboard Hot 100)               | 4              |
| Estados Unidos (Hot Latin Songs)[cita requerida] | 18             |
| Estados Unidos (Latin Pop Songs)[cita requerida] | 8              |
| Estados Unidos (Latin Radio Airplay)             | 1              |
| Perú (Top 100 Digital)                           | 6              |

### Anuales
| País   | Certificador   | Lista         | Mejor posición |
| 2016   | 2016           | 2016          | 2016           |
| ------ | -------------- | ------------- | -------------- |
| México | Monitor Latino | Top pop anual | 51             |

## Historial de lanzamiento
| Región         | Fecha                | Formato                     | Discográfica           | Ref.   |
| -------------- | -------------------- | --------------------------- | ---------------------- | ------ |
| América Latina | 7 de octubre de 2016 | Descarga digital, Streaming | Universal Music Latino | [ 10 ] |